# George C. Williams
O professor George Christopher Williams (12 de Maio de 1926 — 8 de Setembro de 2010) foi um biólogo evolutivo americano.
Williams foi professor emérito de biologia na Universidade de Stony Brook. É conhecido pela suas vigorosas críticas à selecção de grupo. O trabalho de Williams nesta área, juntamente com W. D. Hamilton, John Maynard Smith e outros levaram ao desenvolvimento da visão da evolução centrada nos genes na década de 1960.
O artigo de 1957 de Williams Pleiotropy, Natural Selection, and the Evolution of Senescence é um dos mais influentes da biologia evolutiva do século XX, e contém três ideias fundamentais. A hipótese da pleiotropia antagônica permanece como a explicação evolutiva prevalecente para a senescência. Neste artigo, Williams foi também o primeiro a propor que senescência deve ser geralmente sincronizada por selecção natural. De acordo com a sua formulação original 

"if the adverse genic effects appeared earlier in one system than any other, they would be removed by selection from that system more readily than from any other. In other words, natural selection will always be in greatest opposition to the decline of the most senescence-prone system." 
"se os efeitos génicos adversos aparecem mais cedo num sistema do que em qualquer outro, eles seriam removidos por selecção desse sistema mais depressa do que de qualquer outro. Em outras palavras, a selecção natural estará sempre em maior oposição ao declínio do sistema mais pendente à senescência."

## Carreira acadêmica
Williams recebeu um Ph.D. em biologia pela Universidade da Califórnia em Los Angeles em 1955. Em Stony Brook, ele lecionou cursos em zoologia de vertebrados marinhos e frequentemente usava exemplos ictiológicos em seus livros.
Em 1992, Williams recebeu a Medalha Daniel Giraud Elliot da Academia Nacional de Ciências. Ele ganhou o Prêmio Crafoord de Biociências juntamente com Ernst Mayr e John Maynard Smith em 1999. Richard Dawkins descreveu Williams como "um dos mais respeitados biólogos evolucionistas americanos".

## Livros
- Williams, G.C. 1966. Adaptation and Natural Selection Princeton University Press, Princeton, N.J.
- Williams, G.C., ed. 1971. Group Selection Aldine-Atherton, Chicago.
- Williams, G.C. 1975. Sex and Evolution. Princeton University Press, Princeton, N.J.
- Paradis, J. and G.C. Williams. 1989. T.H. Huxley’s Evolution and Ethics: with New Essays on its Victorian and Sociobiological Context. Princeton University Press, Princeton, N.J.
- Williams, G.C. 1992. Natural Selection: Domains, Levels, and Challenges. Oxford University Press, New York.
- Nesse, R.M. and G.C. Williams. 1994. Why We Get Sick: the New Science of Darwinian Medicine. Times Books, New York.
- Williams, G.C. 1996. Plan and Purpose in Nature. Weidenfeld & Nicolson, London (published in the U.S. in 1997 as The Pony Fish’s Glow: and Other Clues to Plan and Purpose in Nature. Basic Books, New York).

## Artigos seleccionados
- Williams, G. C. 1957. Pleiotropy, Natural Selection, and the Evolution of Senescence. Evolution 11;4: 398-411
- Taylor, P. O. and G. C. Williams. 1984. Demographic parameters at evolutionary equilibrium. Canadian Journal of Zoology 62: 2264-2271.
- Williams, G. C. 1985. A defense of reductionism in evolutionary biology. Oxford Surveys in Evolutionary Biology 2: 127.
- Williams, G. C. 1988. Huxley's Evolution and Ethics in sociobiological perspective. Zygon 23: 383-438.
- Williams, G. C. 2012. A package of information In J. Brockman, ed., The Third Culture, New York: Touchstone, pp. 38–50.